# (2135) Aristée
Pour les articles homonymes, voir Aristée (homonymie).
(2135) Aristée ((2135) Aristaeus) est un astéroïde Apollon découvert le 17 avril 1977 par E. F. Helin et S. J. Bus à l'observatoire Palomar. Il est classé comme potentiellement dangereux.

## Nom
Cet Astéroïde Apollon porte le nom d'Aristée (Aristaeus), héros de la mythologie grecque, fils d'Apollon et de la nymphe Cyrène.